# آکادمی انتقام‌جویان
آکادمی انتقام جویان یک سری کمیک است که توسط مارول کمیک منتشر شد و برای اولین بار در ماه ژوئن سال ۲۰۱۰ به عنوان بخشی از "عصر قهرمانی " منتشر شد و در ماه نوامبر سال ۲۰۱۲ پس از سی و نه قسمت پایان یافت. این این سری توسط کریستوس گیج نوشته شده است، با آثار هنری مایک مک‌کوصن. داستان این کمیک گروهی از افراد فوق‌العاده جوان را روایت می‌کند که برای پیوستن به یک آکادمی آموزشی برای تیم ابرقهرمان، انتقام‌جویان انتخاب شده‌اند .

## تاریخچه انتشار
مارول برای اولین بار در مارس 2010 با انتشار مجموعه ای از تصاویر تیزر شامل دانش آموزان این عنوان ، راه اندازی آکادمی انتقام جویان توسط تیم خلاق کریستوس گیج و مایک مک کون را اعلام کرد. اولین دانش آموزی که فاش شد ویل و پس از آن  مهاجم ،  خزنده  ،  متل  (با نام  قلعه ، فینس و  حزمت  بود). این کتاب مصور در ژوئن ۲۰۱۰ منتشر شد و جای خود را در جدول انتشارات خالی از انتقام جویان ابتکار عمل به دست گرفت . دانشکده در ماه بعد مشخص شد.
1. ↑  "Marvel Opens "Avengers Academy" in June". Comic Book Resources. 2010-03-08. Archived from the original on 13 April 2010. Retrieved 2010-04-19.
2. ↑  ""Avengers Academy" Adds A New Student". Comic Book Resources. 2010-03-09. Archived from the original on 13 April 2010. Retrieved 2010-04-19.
3. ↑  "Reptil Enrolls In "Avengers Academy"". Comic Book Resources. 2010-03-10. Archived from the original on 20 April 2010. Retrieved 2010-04-19.
4. ↑  "Fortress Joins "Avengers Academy" Student Body". Comic Book Resources. 2010-03-11. Retrieved 2011-08-04.
5. ↑  ""Avengers Academy" Open Enrollment Continues". Comic Book Resources. 2010-03-12. Archived from the original on 13 April 2010. Retrieved 2010-04-19.
6. ↑  Richards, Dave (2010-04-19). "C2E2: Gage's "Avengers Academy" Faculty". Comic Book Resources. Archived from the original on 21 April 2010. Retrieved 2010-04-19.